# 青島利浩
青島 利浩（あおしま としひろ）は、東京ランドスケープ研究所に所属する日本のランドスケープアーキテクト。現在は同社埼玉事務所所長を務める。

## 来歴
1965年に東京農業大学農学部農業工学科を卒業した。
代表作に岐阜市清水緑地、都市緑化いしかわフェア会場などがある。
参加作品では、「笠間芸術の森公園（陶の杜）」が平成14年度都市公園等コンクール国土交通大臣賞、「大理石門関水晶園」が2015年CLA賞調査・計画部門特別賞を、それぞれ受賞している。
2007年に、第29回日本公園緑地協会北村賞を受賞した。